# Emilio Cortinas
Emilio Cortinas (Rodríguez, San José, 9 de enero de 1916 - Montevideo, 20 de diciembre de 1955) fue un dibujante y caricaturista uruguayo conocido por haber dibujado un histórico cómic llamado Homero.

## Biografía
Sus padres fueron Medrano Cortinas y Aída Gutiérrez quienes, a pocos años de nacido Emilio, se mudaron a Santa Lucía en el Departamento de Canelones.
En 1936 llegó a la redacción del diario El País (Uruguay) en Montevideo junto con una carpeta con sus dibujos que impresionó gratamente a los editores de la época.
Entre los años 1939 y 1945 alcanza en Buenos Aires (Argentina) éxito con sus dibujos y trabajos